# 國立成功大學光復校區

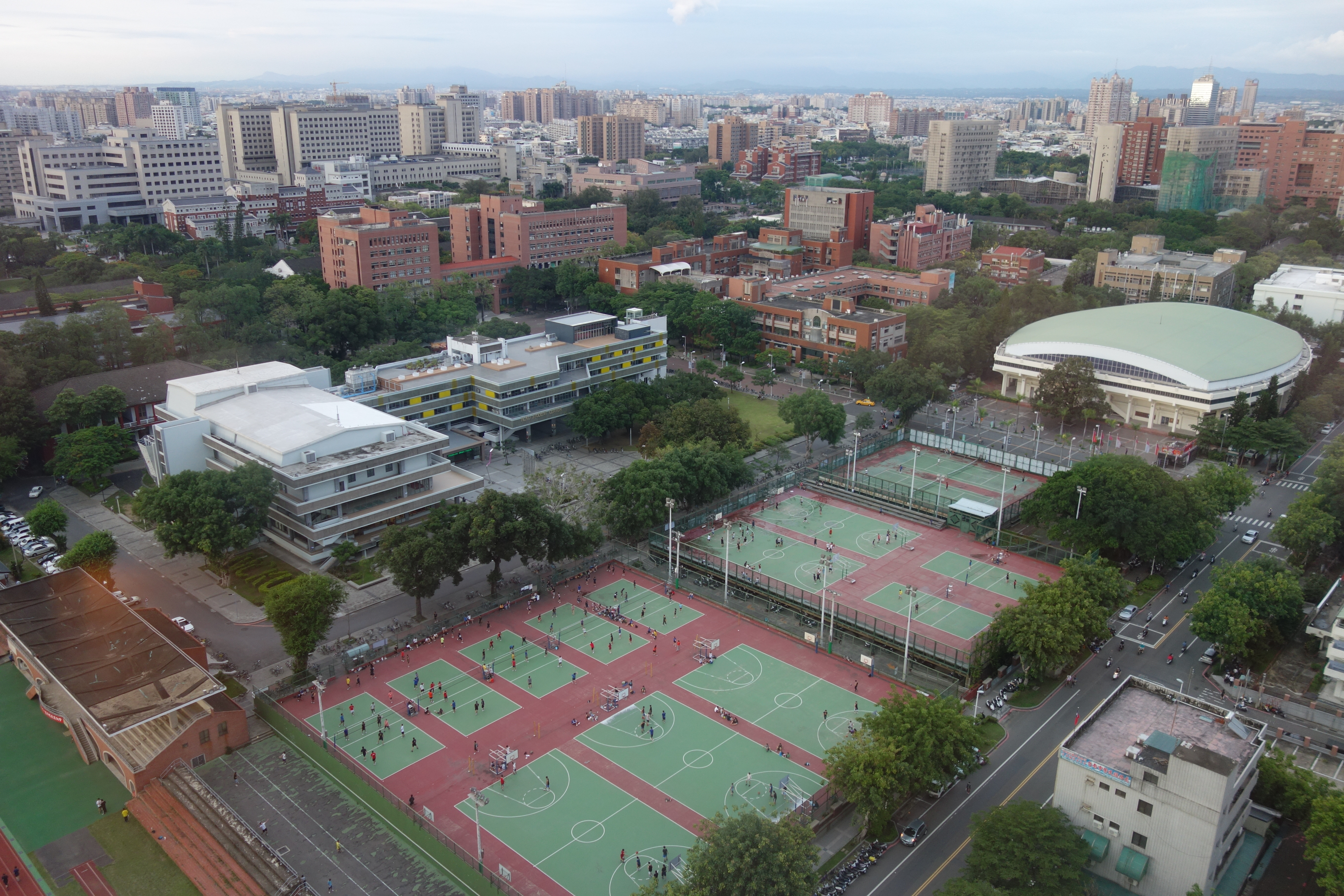
國立成功大學光復校區

國立成功大學光復校區為位於國立成功大學校本部之八大校區之一，於1966年（民國55年）由時任校長羅雲平增購，原址為日軍臺灣步兵第二聯隊的營區。現今則有著名的成功湖、榕園等校園景點；此外，行政大樓、管理學院、文學院、設計系及藝術學院等相關科系也位於光復校區。

## 地理位置

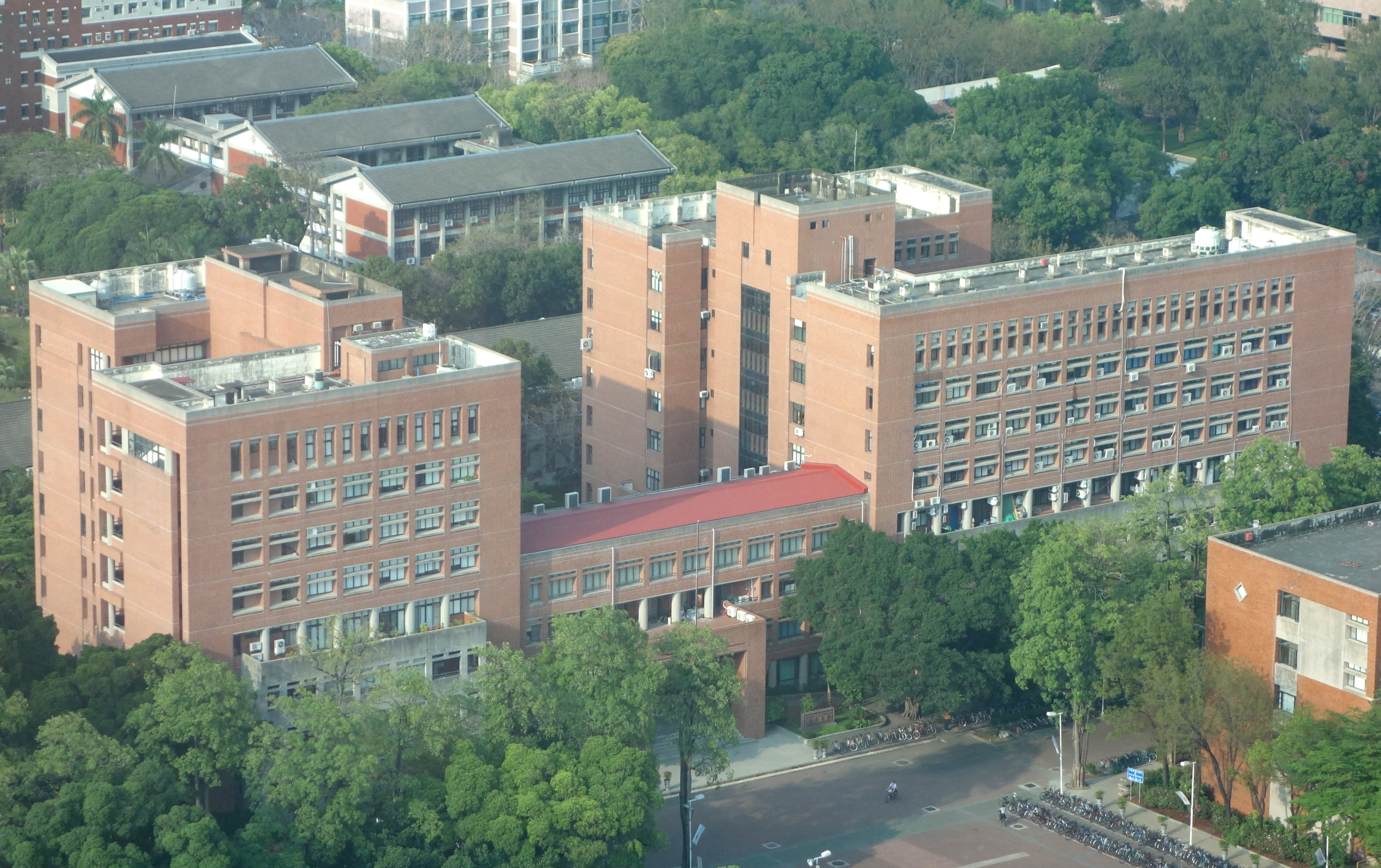
光復校區內的雲平大樓，為成大的行政中心

成功大學光復校區位於成功校區之西側，北鄰小東路、東鄰勝利路、南接大學路而西側為前鋒路，位於台南火車站東北方。
現今之光復校區內，除了成功湖、榕園之外，也有光復第一、第二、第三宿舍、光復操場及球場、中正堂、修齊大樓（文學院）、歷史文物館、空中大學、雲平大樓（行政大樓）、管理學院、成功廳、國際會議廳及學生活動中心、設計及藝術相關科系系館等建物。其中歷史系館、工設系館、藝術研究所因曾為日治時期之臺灣日軍步兵第二聯隊營舍而被定為國定古蹟，小東門則為市定古蹟。

## 歷史沿革

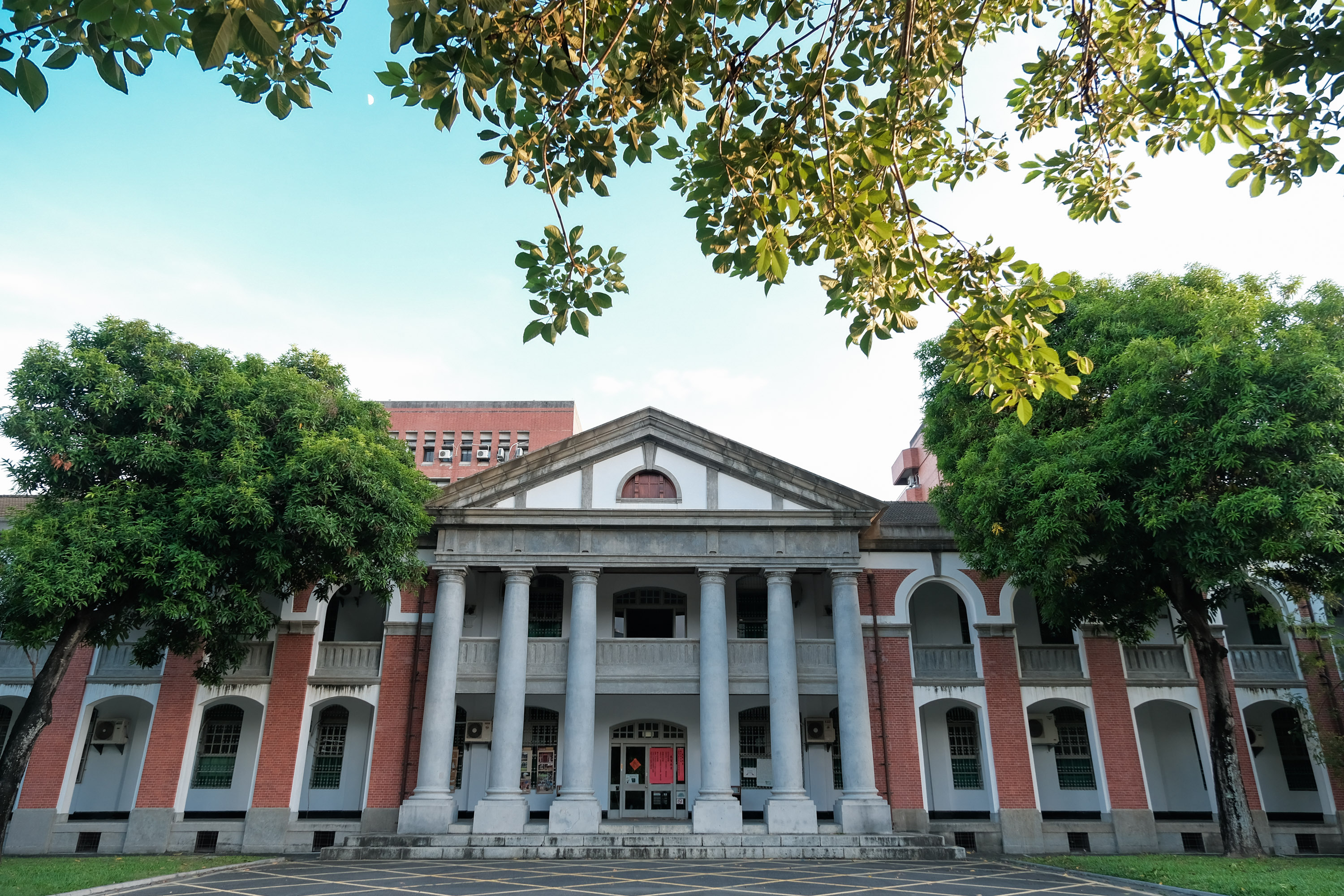
原日軍臺灣步兵第二聯隊營舍

光復校區於日治時期屬軍事用地，為「日軍臺灣步兵第二聯隊」之軍區，其中歷史、工設、藝術研究所等三棟建築物是日軍的營舍，建築至今依然保留，並作為上課教室用途，而從建築物的外觀也可以看出日治時期之痕跡，例如建築物外可見清楚的五芒星，此為日軍標誌。此外，光復校區著名的歷史性建築即為小東門（台灣府城城垣殘蹟小東門段），原先於清雍正三年（1725年）興建東、西、南、北門，但後來經歷多次拆除與重建：1916年因開闢道路而被夷平，1985年小東門之遺址被挖掘出土，並在2009年的考古挖掘後，甕城構造完全出土，因耐候性好且對交通無影響，便未覆土回填。現今位於成功大學光復校區之東側（勝利路旁），路上仍可見過往城門之位置遺址（以小石磚構成的線條）。該校區是於民國55年（1966年）由當時的校長羅雲平所增購，為成大的第三個校區。
2014年1月，光復校區正門招牌的「光復」二字及其下方之英文字樣一度遭人拆除，後校方將遭拆除之字樣重裝。

### 小西門
小西門於1775年由臺灣知府蔣元樞所興建，曾於日治時期昭和十年被宣告為古蹟，因戰後搬遷失去文化資產身分。

### 小東門
小東門興建於1788年，成功大學於1982年拆除部分殘跡，現僅留零碎殘跡，與民房相鄰。

### 榕園
成功大學光復校區曾作為日軍台灣第二聯隊營區使用，皇室成員至少種植了四棵植樹紀念，隨著時間流逝，四棵樹的歷史已混淆。榕園內的國泰大榕於1923年4月21日由裕仁皇太子種植，該棵榕樹是從鹿兒島移植過來的20歲小榕樹，至今已119歲。
其他三棵植樹分別是1925年由雍仁親王種下（植株與裕仁植樹大小差異過大，因此推測是後來再種下的新植株）、1926年宣仁親王種下、1935年昌德宮李王種下。

### 成功湖
原屬國軍二三三八部隊光復營區。成功大學於1966年獲得光復營區時，今日光復操場的位置原為低窪地，成功湖所在地則為國軍停車場位置。為建設今日之光復操場，因而於1970年時開挖成功湖，取得土方約11000立方公尺來埋填今日的光復操場。
1975年因蔣中正總統去世，成功大學曾於1976年時於成功湖西側豎立蔣中正總統之紀念銅像，後於2013年1月被遷移至校史室保存。

### 歷史文物館
歷史文物館位於小西門旁，日治時期曾為軍用倉庫，後為文學院圖書館，並於1976年改建為歷史文物館，用來收藏原「小型文物研究室」的文物，館藏分為歷史文物與臺灣文物兩大類。
2016年，歷史文物館為因應成功大學「創意三角洲：建構大學、城市、產業的鏈結」計畫，將空間改造成兼具人文跨域教學、論壇、師生社群互動、展演、校內外藝文交流的多功能場域。並在隔年舉行重啟剪綵儀式，成為來校貴賓參觀的主要地點。
現做為活動租借場地，以文學院免費、校內其他單位半價為收費基準，並於新冠肺炎疫情後暫停開放校外單位租借場地。

## 軼聞

### BK24蒸汽機關車
光復校區郵局後方擺放的BK24蒸汽機關車為由日本大阪汽車合資會社在1904年生產的第19號車，是臺灣現存第三資深的機關車。為因應縱貫鐵路興建運輸需求，於1905年由臺灣總督府鐵道部購入，成為短距離支線鐵路主要運用車輛或火車站內的調車。
國立成功大學於1955年成立的交通管理學系中的路運組必修科目之一為鐵路工程與機車學，為教學目的，系方積極向臺灣鐵路管理局爭取此機關車做教具，該車於1958年送往成功大學，並將機具右半側剖開以使學生了解其構造，現已不再做為教具使用，但仍存放於原處。

### 光復校區學生宿舍群人字形建築
由於光一舍及光二舍人字形的建築設計，學生間流傳光復宿舍群在日治時期曾為刑場，為了避邪而將建物設計成人字形。原建築事務所澄清此建物設計為Y字型結構，將垂直動線設於中心點以降低同樓層間彼此的干擾。此外，從台南市百年歷史地圖中也可以看出，該地在日本時期是日本兵的宿舍，並非傳言所稱的處刑場。

## 引注資料
1. 1 2 3  . 國立成功大學.   [2022-11-30]. （原始内容存档于2020-11-29）.
2. ↑  . 國立成功大學.   [2022-11-30]. （原始内容存档于2022-11-30）.
3. ↑  . 國家文化資產網. 文化部文化資產局.   [2022-11-30]. （原始内容存档于2018-02-02）.
4. ↑  . 自由時報電子報. 2014-01-08  [2022-12-11]. （原始内容存档于2022-12-11）.
5. ↑  王俊忠、孟慶慈. . 自由時報電子報. 2014-06-26  [2022-12-11]. （原始内容存档于2022-12-11）.
6. ↑  . 2014-01-18  [2022-12-11]. （原始内容存档于2022-12-11）.
7. ↑  . 維基百科.   [2022-11-30]. （原始内容存档于2022-09-09）.
8. ↑  . 維基百科.   [2022-11-30]. （原始内容存档于2022-06-18）.
9. ↑  . 國立成功大學. 2021-09-14  [2022-11-30]. （原始内容存档于2022-11-30）.
10. 1 2  蔡侑樺. . 成大有樹. 2015-08-31  [2022-11-30]. （原始内容存档于2022-11-30）.
11. ↑  . 2021: 55–56.
12. ↑  . 國立成功大學 90週年校慶 藏行顯光 成就共好.   [2022-11-30]. （原始内容存档于2022-11-30）.
13. 1 2 3  劉婉君. . 自由時報. 2017-01-05  [2022-11-22]. （原始内容存档于2022-11-22）.
14. 1 2  . 國立成功大學歷史學系.   [2022-11-22]. （原始内容存档于2022-11-22）.
15. ↑  . 閩南地區公私立博物館專輯.   [2022-11-22]. （原始内容存档于2014-10-10）.
16. ↑  . 國立成功大學博物館. 2021: 49–50.
17. 1 2   (PDF). 文化資產保存學刊. 2020-12, (54): 33-56  [2022-11-30]. doi:10.6941/JCHC.202012_(54).0002. （原始内容存档 (PDF)于2022-11-30）.
18. ↑  . 國立成功大學 90週年校慶 藏行顯光 成就共好.   [2022-11-30]. （原始内容存档于2022-11-30）.
19. ↑  . 故事 StoryStudio. 2017-11-06  [2022-11-30]. （原始内容存档于2022-12-02）.